# 參鄉站

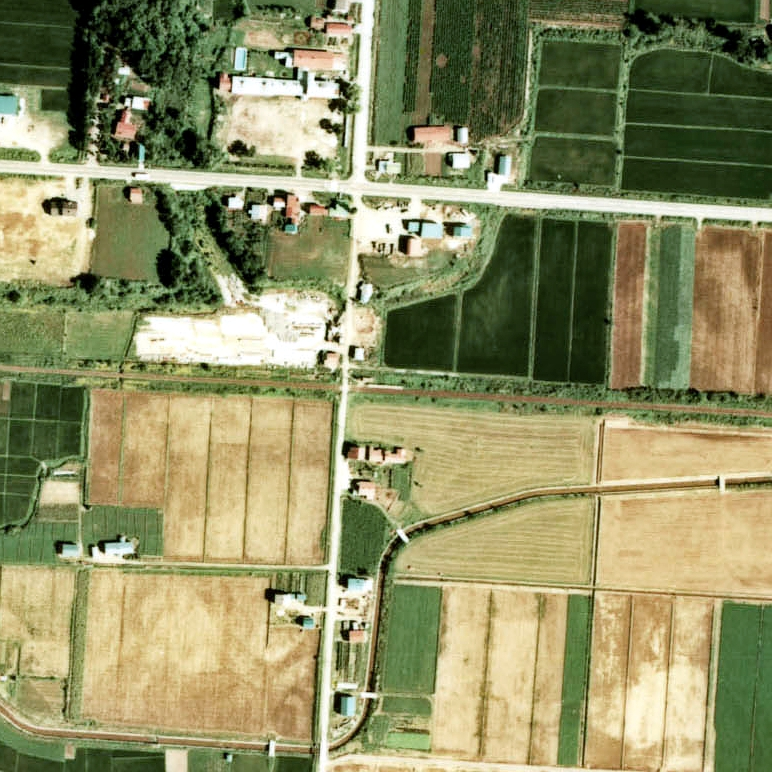
1976年的參鄉站與方圓約500米範圍。左邊是俱知安方向。

參鄉站（日语：／ Sangō eki */?）是位於北海道虻田郡俱知安町字八幡，日本國有鐵道的膽振線車站（廢站）。隨著膽振線廢除，車站在1986年（昭和61年）11月1日廢除。

## 歷史
- 1960年（昭和35年）10月1日 - 國有鐵道膽振線的參鄉站啟用[1]。當時為客運車站い[1]。
- 1986年（昭和61年）11月1日 - 膽振線全線廢除，此站也廢除[2]。

## 車站構造
截至車站廢除前，此站是地面車站，設有1面1線的單式月台。月台位於路軌東北邊（俱知安方向的列車會開啟右邊車門）。此站沒有設置轉轍器。
此站是無人車站，沒有車站大樓。於月台出入口附近設有簡單的候車室。混凝土製的月台比較短，在月台西邊的出入口處設有樓梯。

## 使用狀況
- 在1981年度（昭和56年度），1日上下車人次為26人[3]。

## 車站周邊
- 國道276號（日语：国道276号）（尻別國道）[4]
- 尻別川（日语：尻別川）[4]
- 羊蹄山（蝦夷富士） - 位於車站南邊[4]。

## 現況
截至2011年（平成23年），車站遺址已經沒有遺留任何遺蹟。截至2001年（平成13年），六鄉站至寒別站之間的路軌遺址變成了水田和甜菜田，截至2010年（平成22年）也是同樣。車站遺址附近與道路相交的平交道遺址中，還遺留了警報機的基座，路軌已經沒有痕蹟。

## 相鄰車站
日本國有鐵道
膽振線
寒別－參鄉－六鄉

## 注腳
1. 1 2 3 4  石野哲（編）. . JTB. 1998: 860. ISBN 978-4-533-02980-6 （日语）.
2. 1 2  . 官報. 1986-10-14 （日语）.
3. 1 2 3 4  書籍《国鉄全線各駅停車1 北海道690駅》（小學館，1983年7月發行）94頁。
4. 1 2 3  書籍《北海道道路地図 改訂版》（地勢堂，1980年3月發行）6頁。
5. ↑  書籍《北海道の鉄道廃線跡》（著：本久公洋，北海道新聞社，2011年9月發行）205頁。
6. ↑  書籍《鉄道廃線跡を歩くVIII》（JTB出版，2001年8月發行）69頁。
7. ↑  書籍《新 鉄道廃線跡を歩く1 北海道・北東北編》（JTB出版，2010年4月發行）154頁。